# Pași spre lună
Pași spre lună este un film de aventuri științifico-fantastic românesc din 1964, regizat de Ion Popescu-Gopo. 

## Rezumat
Filmul are în prim-plan un cosmonaut din anul 2000 jucat de Radu Beligan care, din cauza unei defecțiuni, se întoarce în preistorie și va parcurge toată evoluția umanității.

## Distribuție
- Radu Beligan — călătorul terestru către Lună
- Florin Piersic — Prometeu, titanul înlănțuit de o stâncă
- Ion Anghel — un troglodit
- Cornel Gîrbea — alt troglodit
- Liliana Tomescu — o troglodită
- Elena Fira — Cupidon, zeul iubirii (menționată Ileana Fira)
- Grigore Vasiliu Birlic — Mercur, zeul comerțului
- Ovid Teodorescu — Califul din Bagdad (menționat Ovidiu Teodorescu)
- Irina Petrescu — Artemis, zeița vânătorii
- Dem. Savu — un zeu din Olimp
- Vasile Boghiță — alt zeu din Olimp
- Rodica Istrate — o zeiță din Olimp
- Amatto Checiulescu — alt zeu din Olimp
- Viorica Popescu — Îngerul (menționată Viorica Oana Popescu)
- Ion Manu — Dracul
- Tudorel Popa — Alchimistul
- George Demetru — Galileo Galilei, astronom italian
- Jean Lorin Florescu — Marele inchizitor
- Dorin Dron — inchizitor 1 / polițistul spațial
- Nicolae Ifrim — inchizitor 2
- Arcadie Donos — inchizitor 3
- Cristache Zaharia — inchizitor 4
- Nuți Renea — Cadâna
- Corina Iliescu — Fata din lac
- Dumitru Chesa — somnambul 1 (menționat Chesa Dumitru)
- Horia Căciulescu — somnambul 2
- Tudose Martinică — somnambul 3
- Emil Botta — Leonardo da Vinci, savant italian (menționat Emil Bota)
- Eugenia Popovici — Gioconda, femeie imortalizată de Leonardo da Vinci într-o pictură
- Ion Popescu-Lac — Cyrano de Bergerac, militar și poet francez, erou al unei celebre piese de teatru (menționat Popescu Lac)
- Alexandru Ciprian — Edmond Rostand, dramaturg francez
- Ana-Maria Popescu — Roxana, iubita lui Cyrano (menționată Anamaria Popescu)
- Horia Șerbănescu — Voltaire, filozof francez
- Marcel Anghelescu — Baronul Münchhausen, celebru personaj literar german
- Ștefan Tapalagă — Jules Verne, scriitor francez (menționat Ștefan Tăpălagă)
- Ștefan Niculescu-Cadet — H. G. Wells, scriitor englez (menționat Niculescu Cadet)
- Valeria Rădulescu — vocea Selenei
- Nucu Păunescu — funcționar de la aerodrom (nemenționat)

## Producție
Filmul nu are dialog pe lângă un cântec în limba italiană. Filmările ai avut loc în perioada 18 aprilie – 30 iunie 1963, cele interioare la Buftea și la București. Cheltuieli de producție s-au ridicat la 3.900.000 lei.

## Primire
Filmul Pași spre lună a avut succes la public, fiind vizionat de 1.789.345 de spectatori la cinematografele din România, după cum atestă o situație a numărului de spectatori înregistrat de filmele românești de la data premierei și până la data de 31.12.2007 alcătuită de Centrul Național al Cinematografiei.

### Premii
- 1964 - Mamaia - Premiul pentru regie
- 1964 - Trieste - Diploma și Statueta sculptorului Mascherini

## Legături externe
- Pași spre lună la Internet Movie Database